# Absturz einer Chengdu J-7 in Dhaka
Ein von den Luftstreitkräften Bangladeschs betriebenes Kampfflugzeug des Typs Chengdu FT-7BGI stürzte am 21. Juli 2025 um 13:18 Uhr Ortszeit (UTC+6) auf dem Schulgelände der Milestone School in der Hauptstadt Dhaka ab. Bei dem Absturz kamen 35 Menschen ums Leben und 173 Personen wurden verletzt. Ursache des Absturzes war eine technische Störung.

## Flugzeug
Bei der verunfallten Maschine handelt es sich um eine Chengdu FT-7BGI mit dem Luftfahrzeugkennzeichen 2701 und der Werknummer P2101. Sie war eine von vier FT-7BGI, die bis 2013 an die Luftstreitkräfte Bangladeschs geliefert wurden, und als Teil des 35. Squadron auf dem Luftwaffenstützpunkt Kurmitola stationiert.
Die FT-7BGI ist eine 2013 eingeführte Trainingsversion der Chengdu J-7 Airguard, die von der chinesischen Chengdu Aircraft Corporation speziell für die Luftwaffe Bangladeschs hergestellt wurde.
Es handelt sich um den fünften tödlichen Unfall einer J-7 im Dienste der Luftstreitkräfte Bangladeschs, sowie den schwersten Flugunfall einer J-7 insgesamt.

## Flugverlauf
Der Jet startete um 13:06 Uhr von dem Stützpunkt Kurmitola im Norden der Hauptstadt. Flugleutnant Towkir Islam Sagar befand sich auf seinem ersten Alleinflug. Kurz nach dem Start kam es zu einer technischen Fehlfunktion, sodass das Flugzeug nicht mehr steuerbar war und ins Trudeln geriet. Der Kontrollturm wies den Piloten an, sich mit dem Schleudersitz zu retten, aber aufgrund der geringen Höhe war ein Ausstieg nicht möglich. Nach Angaben des Pressebüros der bangladeschischen Streitkräfte versuchte er, das Flugzeug in Richtung einer offenen Fläche in Diabari zu steuern, was jedoch nicht gelang. Nach anderen Angaben stieg der Pilot mit dem Schleudersitz aus und durchbrach, am Fallschirm absteigend, das Blechdach eines Gebäudes.
Gegen 13:18 Uhr stürzte das Flugzeug in ein Schulgebäude der Milestone School & College im Stadtviertel Diabari des Stadtteils Uttara. In dem Gebäude hielten sich über 100 Schüler aller Jahrgangsstufen zum Unterricht auf. Es brach ein Feuer aus. Der Pilot wurde zunächst lebend geborgen, starb jedoch später im Krankenhaus. Die Bergung des Kampfflugzeuges gelang noch am Abend desselben Tags.

## Opfer
Der Absturz forderte 35 Menschenleben, darunter mindestens 29 Schüler, zwei Lehrkräfte und der Pilot. 173 Menschen wurden verletzt, viele davon erlitten schwere Verbrennungen. Mindestens 25 befanden sich in kritischem Zustand.
Der Pilot wurde am 22. Juli mit militärischen Ehren in Rajshahi beigesetzt.

## Reaktionen und Kontroversen
Die Regierung von Bangladesch rief für den 22. Juli einen Tag Staatstrauer aus, die Flaggen wurden auf Halbmast gesetzt. Übergangsregierungschef Muhammad Yunus sprach den Angehörigen sein Beileid aus und kündigte eine Untersuchung an. Zwei verstorbene Lehrer sollen staatlich geehrt werden. Auch aus dem Nationalsport Cricket bekundeten bekannte Spieker wie Shakib Al Hasan ihr Beileid.
International drückten Regierungen etlicher Staaten ihr Bedauern über das Unglück aus und entsandten Experten.
Kritik rührt von Luftfahrtexperten und Piloten, die wiederholte Übungsflüge über der dicht besiedelten Hauptstadt kritisieren. Insbesondere ergeben sich Sicherheitsrisiken durch hohe Gebäude aufgrund schlechter städtebaulicher Planung, die die Einhaltung des Sicherheitsabstands erschwerten. Auch sei das Kampfflugzeug Chengdu J-7 unfallanfällig.